# ATP-toernooi van Florence
Het ATP-toernooi van Florence (gespeeld onder verschillende sponsornamen) was een tennistoernooi dat tussen 1973 en 1994 op de ATP-kalender stond. Plaats van handeling waren gravel-buitenbanen van de Circolo Del Tennis Firenze in de Italiaanse cultuurstad Florence. De toernooilicentie is in 1995 overgegaan naar het ATP-toernooi van Porto.
In 2022 werd er opnieuw een ATP-toernooi in Florence gespeeld. Ditmaal werd er in oktober gespeeld op indoor hardcourt in Palazzo Wanny. Het toernooi kreeg een éénjarige licentie vanwege de afgelaste toernooien in China vanwege de Coronapandemie.

## Finales

### Enkelspel
| Jaar      | Toernooinaam                              | Winnaar               | Finalist              | Uitslag                  |
| --------- | ----------------------------------------- | --------------------- | --------------------- | ------------------------ |
| 2022      | Firenze Open                              | Félix Auger-Aliassime | Jeffrey John Wolf     | 6-4, 6-4                 |
| 2021 1995 | Geen toernooi                             | Geen toernooi         | Geen toernooi         | Geen toernooi            |
| 1994      | Torneo Internazionali "Citta' di Firenze" | Marcelo Filippini     | Richard Fromberg      | 3-6, 6-3, 6-3            |
| 1993      | Trofeo Kim Top Line                       | Thomas Muster (3)     | Jordi Burillo         | 6-1, 7-5                 |
| 1992      | Trofeo Kim Top Line                       | Thomas Muster (2)     | Renzo Furlan          | 6-3, 1-6, 6-1            |
| 1991      | Torneo Internazionali Citta di Firenze    | Thomas Muster (1)     | Horst Skoff           | 6-2, 6-7, 6-4            |
| 1990      | Torneo Internazionali Citta di Firenze    | Magnus Larsson        | Lawson Duncan         | 6-7, 7-5, 6-0            |
| 1989      | Torneo Internazionali Citta di Firenze    | Horacio de la Peña    | Goran Ivanišević      | 6-4, 6-3                 |
| 1988      | Torneo Internazionali Citta di Firenze    | Massimiliano Narducci | Claudio Panatta       | 3-6, 6-1, 6-4            |
| 1987      | Torneo Internazionali Citta di Firenze    | Andrej Tsjesnokov     | Alessandro de Minicis | 6-1, 6-3                 |
| 1986      | Torneo Internazionali Citta di Firenze    | Andrés Gómez          | Henrik Sundström      | 6-3, 6-4                 |
| 1985      | Torneo Internazionale Roger et Gallet     | Sergio Casal          | Jimmy Arias           | 3-6, 6-3, 6-2            |
| 1984      | Roger et Gallet Cup                       | Francesco Cancellotti | Jimmy Brown           | 6-3, 6-3                 |
| 1983      | Roger Gallet Cup                          | Jimmy Arias           | Francesco Cancellotti | 6-1, 6-4                 |
| 1982      | Florence Open                             | Vitas Gerulaitis      | Stefan Simonsson      | 4-6, 6-3, 6-1            |
| 1981      | Alitalia Open                             | José Luis Clerc (2)   | Raúl Ramírez          | 6-1, 6-2                 |
| 1980      | Alitalia Open                             | Adriano Panatta (2)   | Raúl Ramírez          | 6-2, 2-6, 6-4            |
| 1979      | Alitalia Firenze                          | Raúl Ramírez          | Karl Meiler           | 6-4, 1-6, 3-6, 7-5, 6-0  |
| 1978      | Alitalia Florence Open                    | José Luis Clerc (1)   | Patrice Dominguez     | 6-4, 6-2, 6-1            |
| 1977      | Florence International                    | Paolo Bertolucci (3)  | John Feaver           | 6-4, 6-1, 7-5            |
| 1976      | Torneo Internazionale                     | Paolo Bertolucci (2)  | Patrick Proisy        | 6-7, 2-6, 6-3, 6-2, 10-8 |
| 1975      |                                           | Paolo Bertolucci (1)  | Georges Goven         | 6-3, 6-2                 |
| 1974      | Trofeo VAT 69                             | Adriano Panatta (1)   | Paolo Bertolucci      | 6-3, 6-1                 |
| 1973      | Dunhill Florence                          | Ilie Năstase          | Adriano Panatta       | 6-3, 3-6, 0-6, 7-6, 6-4  |

### Dubbelspel
| Jaar      | Winnaars                                 | Runners-up                         | Uitslag                 |               |
| --------- | ---------------------------------------- | ---------------------------------- | ----------------------- | ------------- |
| 2022      | Nicolas Mahut Édouard Roger-Vasselin     | Ivan Dodig Austin Krajicek         | 7-6(4), 6-3             |               |
| 2021 1995 | Geen toernooi                            | Geen toernooi                      | Geen toernooi           | Geen toernooi |
| 1994      | Jon Ireland Kenny Thorne                 | Neil Broad Greg Van Emburgh        | 7-6, 6-3                |               |
| 1993      | Tomás Carbonell Libor Pimek              | Mark Koevermans Greg Van Emburgh   | 7-6, 2-6, 6-1           |               |
| 1992      | Marcelo Filippini Luiz Mattar            | Royce Deppe Brent Haygarth         | 6-4, 6-7, 6-4           |               |
| 1991      | Ola Jonsson Magnus Larsson               | Juan Carlos Baguena Carlos Costa   | 3-6, 6-1, 6-4           |               |
| 1990      | Sergi Bruguera Horacio de la Peña        | Luiz Mattar Diego Pérez            | 3-6, 6-3, 6-4           |               |
| 1989      | Mike De Palmer Blaine Willenborg         | Pietro Pennisi Simone Restelli     | 4-6, 6-4, 6-4           |               |
| 1988      | Javier Frana Christian Miniussi          | Claudio Pistolesi Horst Skoff      | 7-6, 6-4                |               |
| 1987      | Wolfgang Popp Udo Riglewski              | Paolo Canè Gianni Ocleppo          | 6-4, 6-4                |               |
| 1986      | Sergio Casal Emilio Sánchez              | Mike De Palmer Gary Donnelly       | 6-4, 7-6                |               |
| 1985      | David Graham Laurie Warder               | Bruce Derlin Carl Limberger        | 6-1, 6-1                |               |
| 1984      | Mark Dickson Chip Hooper                 | Bernard Mitton Butch Walts         | 7-6, 4-6, 7-5           |               |
| 1983      | Francisco González Víctor Pecci          | Dominique Bedel Bernard Fritz      | 4-6, 6-4, 7-6           |               |
| 1982      | Paolo Bertolucci (4) Adriano Panatta (5) | Sammy Giammalva Jr. Tony Giammalva | 7-6, 6-1                |               |
| 1981      | Raúl Ramírez (2) Pavel Složil            | Paolo Bertolucci Adriano Panatta   | 6-3, 3-6, 6-3           |               |
| 1980      | Gene Mayer Raúl Ramírez (1)              | Paolo Bertolucci Adriano Panatta   | 6-1, 6-4                |               |
| 1979      | Paolo Bertolucci (3) Adriano Panatta (4) | Ivan Lendl Pavel Složil            | 6-4, 6-3                |               |
| 1978      | Corrado Barazzutti Adriano Panatta (3)   | Mark Edmondson John Marks          | 6-3, 6-7, 6-3           |               |
| 1977      | Chris Lewis Russell Simpson              | Iván Molina Jairo Velasco sr.      | 2-6, 7-6, 6-2           |               |
| 1976      | Colin Dibley Carlos Kirmayr              | Peter Szoke Balázs Taróczy         | 5-7, 7-5, 7-5           |               |
| 1975      | Geen dubbelspeltoernooi                  | Geen dubbelspeltoernooi            | Geen dubbelspeltoernooi |               |
| 1974      | Paolo Bertolucci (2) Adriano Panatta (2) | Róbert Machán Balázs Taróczy       | 6-3, 3-6, 6-4           |               |
| 1973      | Paolo Bertolucci (1) Adriano Panatta (1) | Juan Gisbert Ilie Năstase          | 6-3, 6-4                |               |

ITF-toernooien (mannen en vrouwen)

ATP-toernooien (mannen) – ATP-seizoen 2025

WTA-toernooien (vrouwen) – WTA-seizoen 2025

Voormalige toernooien mannen
Voormalige toernooien vrouwen
Voormalige amateurtoernooien
1974 · 1975 · 1976 · 1977 · 1978 · 1979 · 1980 · 1981 · 1982 · 1983 · 1984 · 1985 · 1986 · 1987 · 1988 · 1989 · 1990 · 1991 · 1992 · 1993 · 1994 ·1995 - 2021 · 2022